# 趙正明
趙正明（1984年12月26日—），台灣職業魔術師，出生於台北市。從小對於魔術十分喜愛，學習魔術已有十多年，2013年6月在日本國際魔術大賽中獲獎，同年9月受邀統一獅擔任棒球開球嘉賓。2014年受邀哥倫比亞巡迴演出大受好評。

## 獲獎經歷
- 2010 法國巴黎FFAP杯魔術大賽手法組冠軍[3]
- 2012 魔術界奧林匹克FISM世界魔術大賽手法部門 第五名[4]
- 2013 亞洲日本海魔術大賽 冠軍[5]

## 電視經歷
- 2012年 緯來日本《稱霸世界魔術王2》
- 2012年 中視《達人總動員魔術》
- 2013年 東森新聞《關鍵時刻》
- 2013年 中天新聞《新聞龍捲風》
- 2013年 法國2台《Le Plus Grand Cabaret Du Monde》
- 2014年 中視《最強大國民》